# 吴鼎和
吴鼎和（1922年3月—2011年7月28日），男，满族，辽宁辽阳人，中华人民共和国政治人物，曾任黑龙江省工商业联合会会长，黑龙江省政协副主席，第六、七、八届全国人大代表。